# John Croxall
John Patrick Croxall CBE FRS (né le 19 janvier 1946 à Birmingham) est un biologiste britannique  et est responsable de la biologie de la conservation au British Antarctic Survey. Il est président du Global Seabird Programme de BirdLife International.

## Biographie
Croxall obtient un doctorat à l'Université d'Auckland en 1971, sur l'écologie des ascidies. Il est associé de recherche principal en zoologie à l'Université de Newcastle upon Tyne de 1972 à 1975. Il remporte une médaille scientifique en 1984, de la Société zoologique de Londres. Il reçoit une médaille du président de la British Ecological Society.